# Самора, Рикардо (1933)
Рика́рдо Само́ра де Гра́сса (исп. Ricardo Zamora de Grassa; 6 августа 1933, Мадрид, Испания — 31 января 2003, там же), также известный как Рикардо Самора II (исп. Ricardo Zamora II) — испанский футболист, вратарь. Сын вратаря Рикардо Саморы.

## Биография
Начал заниматься футболом в школе мадридского «Атлетико» (в то время его отец был главным тренером клуба). В Примере дебютировал в 1952 году, в возрасте 19 лет. Однако, закрепиться в составе мадридского клуба футболисту не удалось и следующие несколько лет он провёл в клубах Сегунды. Вернулся в элитный дивизион через 6 лет в составе барселонского «Эспаньола». Перейдя в 1959 году в «Мальорку» — и выиграв с ней турнир Сегунды — Рикардо Самора во второй раз вернулся в элитный испанский дивизион, в котором и провёл последние 6 лет своей карьеры.
По ходу сезона 1961-62 перешёл в «Валенсию». 2 раза подряд — в 1962 и 1963 годах — выиграл Кубок ярмарок. В 1966 году в возрасте 33 лет закончил профессиональную карьеру.
Работал журналистом. Скончался в 2003 году на 70-м году жизни от рака.

## Достижения
- Чемпион Сегунды: 1960 («Мальорка»)
- Обладатель Кубка ярмарок: 1962, 1963 («Валенсия»)